# Georgetown (Pennsilvània)
Georgetown és una població dels Estats Units a l'estat de Pennsilvània. Segons el cens del 2000 tenia 182 habitants.

## Demografia
Segons el cens del 2000, Georgetown tenia 182 habitants, 67 habitatges, i 52 famílies. La densitat de població era de 390,4 habitants per quilòmetre quadrat.
Dels 67 habitatges en un 34,3% hi vivien nens de menys de 18 anys, en un 70,1% hi vivien parelles casades, en un 3% dones solteres, i en un 20,9% no eren unitats familiars. En el 16,4% dels habitatges hi vivien persones soles l'11,9% de les quals corresponia a persones de 65 anys o més que vivien soles. El nombre mitjà de persones vivint en cada habitatge era de 2,72 i el nombre mitjà de persones que vivien en cada família era de 3,11.
Per edats la població es repartia de la següent manera: un 22% tenia menys de 18 anys, un 7,7% entre 18 i 24, un 28% entre 25 i 44, un 25,3% de 45 a 60 i un 17% 65 anys o més.
L'edat mediana era de 40 anys. Per cada 100 dones de 18 o més anys hi havia 105,8 homes.
La renda mediana per habitatge era de 57.500 $ i la renda mediana per família de 59.167 $. Els homes tenien una renda mediana de 38.750 $ mentre que les dones 31.528 $. La renda per capita de la població era de 19.838 $. Entorn del 4% de les famílies i el 3,3% de la població estaven per davall del llindar de pobresa.

## Poblacions més properes
El següent diagrama mostra les poblacions més properes.